# Rio Jacarecica
Rio Jacarecica är ett vattendrag i Brasilien.   Det ligger i delstaten Sergipe, i den östra delen av landet, 1 300 km öster om huvudstaden Brasília.
Omgivningarna runt Rio Jacarecica är huvudsakligen savann. Runt Rio Jacarecica är det ganska tätbefolkat, med 160 invånare per kvadratkilometer.